# Musées civiques (Pesaro)
Les Musées civiques (en italien,  Musei civici) de Pesaro se situent au 29 piazzale Toschi-Mosca. Ils comprennent la Pinacothèque et le Musée des céramiques.

## Description

### Le palais Mosca
Les Musées civiques sont implantés depuis 1936 au Palais Mosca, propriété communale, autrefois résidence d'une importante famille de la noblesse pesarese.
L'origine du palais date du XVIIe siècle et est restructuré au XVIIIe siècle. Pendant cette période l'habitation des Mosca est le centre de rencontres culturelles et politiques des intellectuels et aristocrates. Francesco Mosca faisant partie du gouvernement de la République Cisalpine de Milan y a accueilli Napoléon Bonaparte. 
Le Palais Mosca est caractérisé par une façade sobre avec en son centre un grand portail bugnato surmonté par le blason de la famille Mosca. 
Dans la cour d'entrée se trouve la Méduse, œuvre tardo-liberty du céramiste Ferruccio Mengaroni.

### Les musées

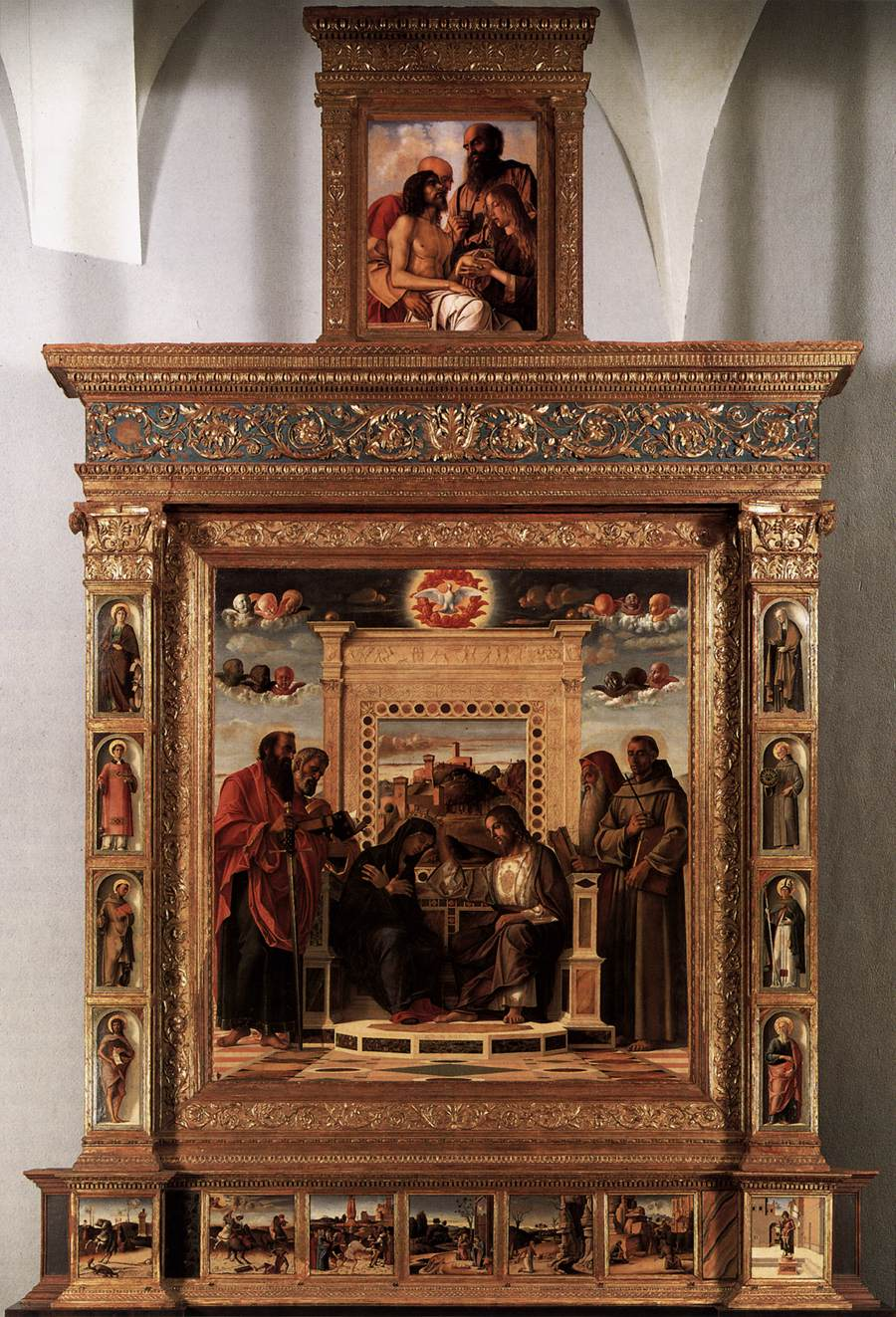
Retable de Pesaro de Giovanni Bellini

La collection est exposée dans les cinq salles du premier étage du palais Mosca.  
- La première salle conserve le Retable de Pesaro un Couronnement de la Vierge de Giovanni Bellini et du même auteur Tête de saint Jean-Baptiste et Père éternel ainsi que divers panneaux et retables provenant d'églises et couvents de Pesaro, témoins des moments importants de la culture figurative locale.
- La seconde salle conserve des pièces en céramique, meubles et sculpture. La majolique comporte des œuvres des centres de Duché d'Urbino, Urbin, Casteldurante (Urbania), Pesaro, Gubbio et Deruta. D'autres chefs-d'œuvre de diverses époques allant du Moyen Âge au rococò, parfois d' origine hispano-mauresque et anglaise proviennent de la donation de la marquise Vittoria Toschi Mosca.

Le parcours se déroule par ordre chronologique avec les œuvres du peintre local Simone Cantarini, en particulier le pendant formé par Maddalena et San Giuseppe pénitents et la Caduta dei Giganti de Guido Reni en passant par les œuvres de Vitale da Bologna, Le Tintoret, Lodovico Carracci, Palma le Jeune (Giudizio Universale) entre-autres. Une partie est consacrée au patrimoine des natures mortes allant de l'ésubérance décorative et chromatique de Christian Berentz à l’illusionnisme d'Antonio Gianlisi.